# Мехорада-дель-Кампо
Мехорада-дель-Кампо (ісп. Mejorada del Campo) — муніципалітет в Іспанії, у складі автономної спільноти Мадрид. Населення — 22 812 осіб (2010).
Муніципалітет розташований на відстані близько 18 км на схід від Мадрида.
На території муніципалітету розташовані такі населені пункти: (дані про населення за 2010 рік)
- Мехорада-дель-Кампо: 21689 осіб
- Уертос-Фаміліарес: 182 особи
- Пенья-Рубія: 0 осіб
- Ла-Преса: 0 осіб
- Ла-Рая-де-Велілья: 48 осіб
- Вальдеселада: 848 осіб
- Ла-Вега: 45 осіб

## Демографія
Динаміка населення (INE ):

## Галерея зображень

Розташування муніципалітету у автономній спільноті Мадрид
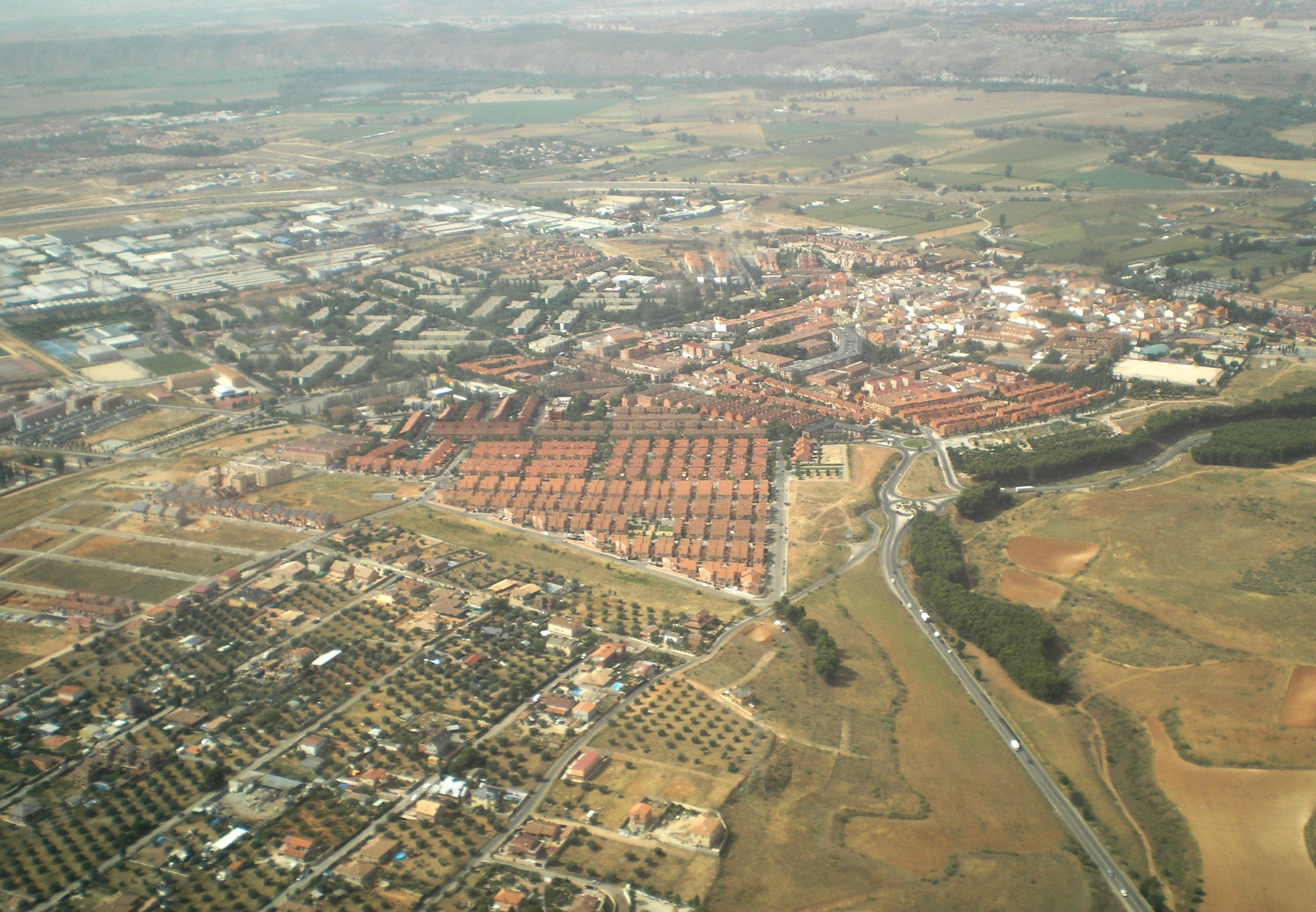
Мехорада-дель-Кампо згори